# Калитвенське сільське поселення
Калитвенське сільське поселення — муніципальне утворення у складі Кам'янського району Ростовської області Росії.
Адміністративний центр поселення — станиця Калитвенська.
Чисельність населення 1205 осіб (2010 рік).

## Географія
Уздовж мальовничих берегів річки Сіверський Донець розташовані населені пункти, що входять до складу муніципального утворення Калитвенське сільське поселення.
Загальна площа муніципального освіти становить 13,267 км².

## Історія
Початково, на території Калитвенського сільського поселення були утворені Муравлевський й Калитвенський виконкоми депутатів трудящих. До складу Муравлевського виконкому входили хутори Муравлев та хутір Кудінов. До складу Калитвенського — х. Червоний Яр й ст. Калитвенська.
На початку 1950-х років Калитвенський виконком депутатів трудящих був утворений внаслідок злиття Муравлевського й Калитвенського виконкомів депутатів трудящих. Головою виконкому був Іван Онисимович Груцинов. Потім — Петро Матвійович Фетісов. У 1968-1970 роках головою Калитвенського виконкому трудящих був Андрій Кирилович Трембач.
У 1976 році був перейменований на Калитвенську сільську раду депутатів трудящих.
У 1978 році Калитвенська сільська рада депутатів трудящих перейменовано на Калитвенску сільську рада народних депутатів, головою якої у 1970-1990 роках була Валентина Петрівна Піскунова.
У 1992 році перейменовано на Калитвенську сільську адміністрацію. Калитвенська сільська адміністрація була територіальним підрозділом єдиного муніципального утворення — Кам'янського району. Була територіальним виконавчо-розпорядчим органом місцевого самоврядування, володіла правом юридичної особи та власною компетенцією. Калитвенська сільська адміністрація вирішувала питання місцевого значення в області планування бюджету, фінансів та обліку; в галузі управління муніципальної власністю, взаємовідносин із підприємствами, установами, організаціями. Мала повноваження в галузі матеріально-технічного забезпечення соціально-економічного розвитку; в галузі сільського господарства, використання землі, охорони природи; в галузі будівництва, транспорту й зв'язку; у галузі житлово-комунального господарства, побутового й торговельного обслуговування; у сфері соціального захисту, забезпечення законності й правопорядку, охорони прав і свобод громадян. Діяльність та повноваження були регламентовані в «Положенні про Калитвенську сільську адміністрацію». У період з 1990 по 2001 роки Головою Адміністрації був Геннадій Іванович Алексєєв.
У 2006 році у зв'язку з набранням чинності Федерального закону «Про загальні принципи організації місцевого самоврядування в Російській Федерації» створено муніципальне утворення «Калитвенське сільське поселення». Структуру органів місцевого самоврядування становлять:
- Голова Калитвенського сільського поселення — Разуваєв С. В.;
- Збори депутатів Калитвенського сільського поселення у складі 10 депутатів: Болдирєва Г. К., Болдирєва Л. О., Ліньова І. В., Ковальов М. В., Курило О. Я., Кудінова Є. В., Трофименко В. Ю., Пушкаренко Є. М., Чаканова Л. Я., Юрова Є. І.;
- Адміністрація Калитвенського сільського поселення.

З жовтня 2008 року Головою поселення є Сергій Володимирович Разуваєв.

## Адміністративний устрій
До складу Калитвенського сільського поселення входять 4 населенні пункти:
- станиця Калитвенська - 1041 особа (2010 рік);
- хутір Червоний Яр - 75 осіб (2010 рік);
- хутір Кудінов - 8 осіб (2010 рік);
- хутір Муравлев - 81 особа (2010 рік).

## Економіка
На території поселення здійснюють діяльність 46 організацій і підприємств. Основний вид діяльності — сільське господарство. Вирощують баштанні культури, кукурудза, злакові.
Найбільшим сільгосппідприємством є КГ «Станичник».

## Соціальна сфера
Функціонують — школа, дитячий садок, 2 фельдшерських пункти, амбулаторія, 7 магазинів, 6 дитячих оздоровчих таборів.
У період з 2003 по 2009 роки в усіх населених пунктах поселення відновлено вуличне освітлення, відновлено асфальтове покриття дороги, що веде до центру станиці Калитвенської, був відкритий дитячий садок «Козачок» на базі МОЗ СЗ Калитвенской школи, на території якого було побудовано дитячий майданчик. Було відкрито відділення «Центру соціального обслуговування громадян похилого віку та інвалідів» Кам'янського району. У х. Червоний Яр став працювати фельдшерсько-акушерський пункт. При Будинку культури був організований тренажерний зал «Ведмідь». Упорядкована центральна площа станиці. У 2007 році побудована КС «Кам'янськ-Шахтинська».

## Люди, пов'язані з поселенням
- хутір Муравльов:
  - Фесін, Іван Іванович — генерал-майор, двічі Герой Радянського Союзу.